# دراكنزبرغ

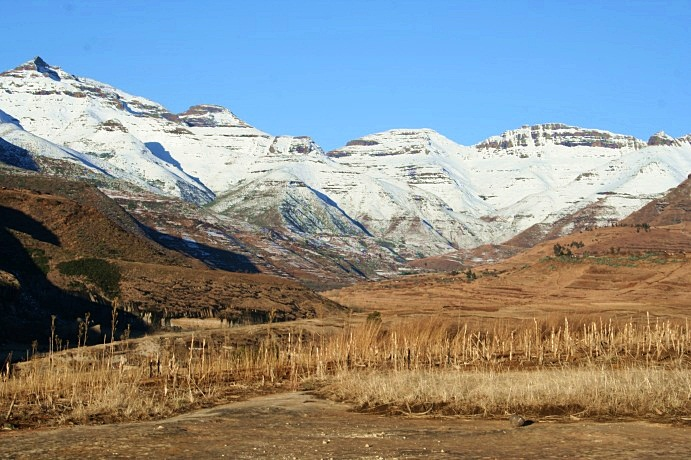
أعلى نقطة في سلسلة جبال دراكنزبرغ

دراكنزبرغ هي أعلى سلسلة جبال في أفريقيا الجنوبية، يبلغ ارتفاعها 3,482متر.
تقع في جنوب أفريقيا ومملكة ليسوتو.
وتمتد الي نحو 1000 كم.
و قد أدرجت منظمة اليونسكو متنزه دراكنزبرغ على لائحة التراث العالمي لما يحتويه من حيوانات ونباتات وبقايا أثرية.
و قد أطلق عليه الأفريكان اسم Drakensberg أي «جبال التنين», ومن قبلهم أسماه شعب الزولوQuathlamba والتي يمكن أن تترجم ب «الواقي من السهام».

تمثيل مجسم متحرك لمنطقة "كوازولو ناتال دراكنزبرغ".

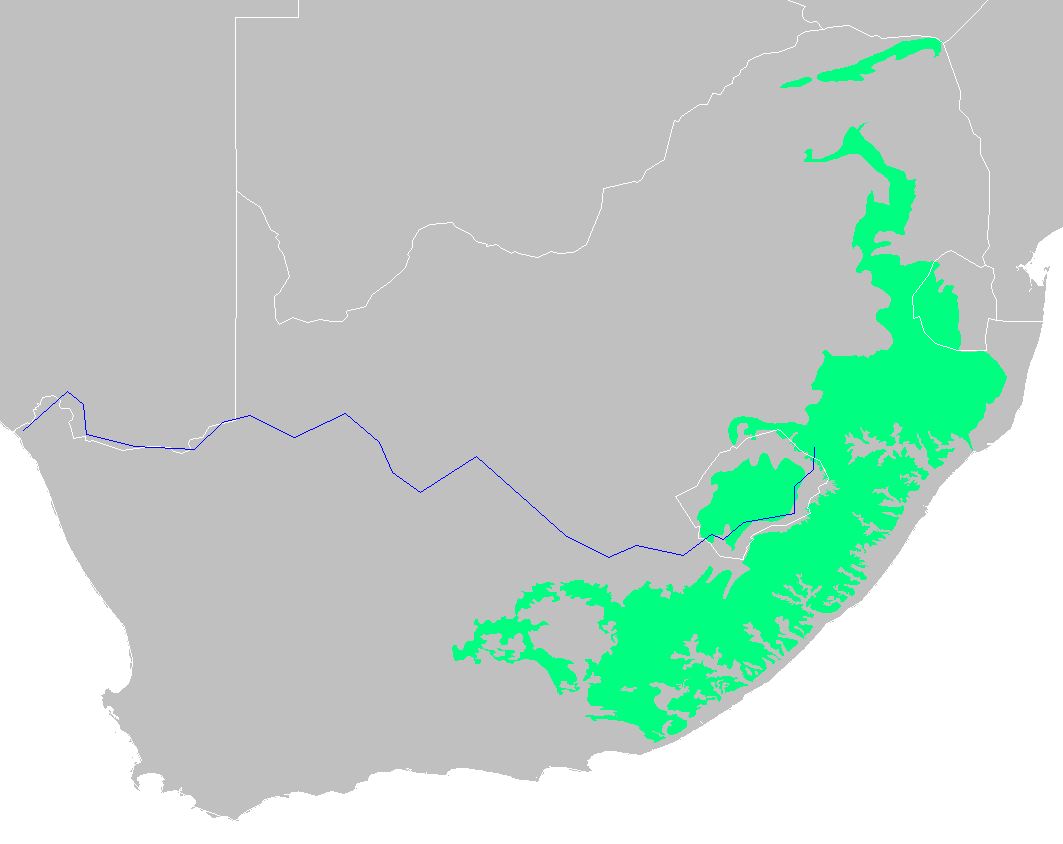
امتداد سلسلة جبال دراكنزبرغ ، أعلى نقطة ارتفاعها 3482 متر.

## أعلام
- موشويشوي الثاني